# A harmadik hullám
A harmadik hullám Alvin Toffler amerikai szociológus több nyelvre lefordított világhírű könyve. Általában az egyik legpontosabb futurológiai előrejelzésként, és az információs társadalom alapműveként emlegetik.[forrás?]

## Tartalma
Alvin Toffler, a modern információs társadalom legfőbb kutatója szerint korunk, vagyis a globalizáció korának, gazdasági, politikai és társadalmi válságainak a mélyén valójában egy új, és szerinte jobb világ kezd kibontakozni.
A történelmet három részre osztja: az első hullámra, ahol a gazdaság alapját a földművelés jelentette. A második hullámra, amikor az ipari társadalom kezdett kibontakozni. Végül a harmadik hullámra, vagyis az információs korra, amikor az információs gazdaság dominál, ami megegyezik a globalizáció korával, és ami Toffler szerint sok tekintetben visszatérést jelent az első hullámhoz. Az első hullám legfőbb jellemzője Toffler szerint az volt, hogy az akkori gazdaság egységei, vagyis a parasztgazdaságok főként önellátásra termeltek, és csak a felesleget vitték a piacra, egymással nem, vagy csak korlátozott mértékben voltak gazdasági összeköttetéseik.
Az első hullám gazdasága tehát egymástól elkülönülő, önellátásra épülő gazdasági egységére épült. Ennek a kornak a nagycsalád volt az uralkodó családformája, ahol több generáció élt egymás mellett a parasztgazdaságokban. A második hullám, vagyis az ipari forradalom eljövetelével viszont megszűnt az önellátó gazdálkodás, hiszen az ipar termékeit csak korlátozott mértékben lehet önellátásra termelni, a mezőgazdaság leépült, és az agrárrétegek az iparban kerestek munkát. Kialakult a kereskedelem, és Európa eddig különálló gazdasági egységei kapcsolatba léptek egymással, és kereskedelmi hálózatba szerveződtek. Így elvált egymástól a termelés, és a fogyasztás, az emberek már nem tudták ellátni magukat úgy, mint eddig és az ipari üzemek munkásaivá kellett válniuk, hogy onnan jövedelmet szerezve kielégíthessék szükségleteiket a piacról.
Jellemzői voltak ennek a kornak a nagy méretek, hiszen óriási gyármonstrumok épültek ekkor. A központi irányítás, hiszen ez volt a totalitárius diktatúrák korszaka: fasizmus, kommunizmus. Toffler szerint a nemzetek megjelenése, vagyis nacionalizmus felszínre törése is az iparosítás eredménye, mert a kereskedelem megjelenésével, a gazdaság egységeinek összekapcsolódásával szükség lett a közös nyelvre, és hagyományokra, hogy a gazdasági egységek hatékonyabban tudjanak egymással kommunikálni, és együttműködni. Így tehát az azonos nyelv, és hagyományok, vagyis a faji, etnikai egyneműség előnyös volt az iparosítás számára, és így született meg Európában a nacionalizmus.
A marxista ideológiát annak ellenére, hogy szocialista volt, és a kapitalista tőkésosztály ellen irányult, Toffler mégis a kapitalista ideológiával egy kalap alá véve indusztrializmusnak nevezi, hiszen Marx és Engels az eljövendő szocializmust kollektív ipari társadalomnak képzelte, ahogy a kapitalizmus alapja is az ipar, és a kapitalizmust a történelmi materializmus vonalán haladva a szocializmus negatív előjelű, de szükségszerű előfeltételének tekintette. Ekkor jelent meg az úgynevezett kis család, ahol már nem több generációból, hanem csak két szülőből, és a gyerekeikből áll, ami szintén az önellátó gazdálkodás felbomlásának az eredménye.
Ennek a kornak, mint ahogy az a nacionalizmusban és a kollektivista szocializmusban is tetten érhető, egyik legfőbb jellemzője volt az egyéniségnek alárendelődése a közösséggel szemben, legyen az ipari konglomerátum által életre hívott nemzetközösség, vagy a szocialista kollektívum. Ekkor jelent meg a környezetszennyezés is, hiszen az iparnak a természetből kellett kinyernie a működéséhez szükséges nyersanyagot, ez pedig fokozott környezetszennyezéssel járt együtt.
A harmadik hullám az információ kora. Ekkor jelent meg a számítógép. A nyersanyagigényes nehézipart kezdte felváltani tudásigényes elektronikai ipar. A fosszilis tüzelőanyagok iránti kereslet kezdett megcsappanni, és megjelent az új energiaforrások, mint a szél, vagy a napenergia iránti érdeklődés. Ez a nehézipar leépülésével párhuzamosan a környezetszennyezés mérséklődését vonta maga után. Az informatika megjelenése az ipar automatizálását vonta maga után, ez pedig a munkanélküliség megjelenésével járt együtt. Az iparban az új elektronikai és informatikai technológiák megjelenésével a tömeggyártást, ahol mindenből csak egyféle terméket állítanak elő, kezdte felváltani a különféle termékek széles skálájának egymással párhuzamosan való gyártása, vagyis megjelent az egyedi termékek gyártása.
Ez a különféle marketingmódszerek, mint például a telefonos értékesítés, vagy a személyes megkeresés és rábeszélés robbanásszerű elterjedését vonta maga után, hiszen a sok új termékféleséget el kellett adni valakinek. Továbbá magával hozta ez az individuum felértékelődését is, hiszen azoknak a gazdasági szereplőknek, akik sokfajta terméket akarnak eladni színes, és egymástól eltérő egyéniségekből álló társadalomra van szükségük, hiszen a sokfajta terméket nem lehet eladni csak egyféle embertípusnak.
Ennek a jele a különféle ifjúsági szubkultúrák megjelenése, mint például punkok, rockerek, akik így akarják kinyilvánítani különbözőségüket, hiszen ebben a társadalom mindenki más akar lenni. Az individuum felértékelődése a családi élet átértékelődését vonta maga után, ami a válási statisztikák égbe szökését eredményezte, hiszen ott ahol mindenki más akar lenni, az emberek nehezen tudnak együtt élni. Így megjelent az elmagányosodás jelensége, egyrészt az ipar leépülése következtében fellépő munkanélküliség, másrészt az individuum felértékelődése következtében széteső családi élet miatt.
Bár a család nem szűnik meg teljesen ebben a korban sem, hiszen a válási arányok égbe szökésével párhuzamosan megjelentek a csonka családok, ahol a gyermek csak az egyik szülőjével él együtt. A hivatalos házassági szerződés nélküli élettársi viszony, a homoszexuális párkapcsolatok. Amerikában pedig, ahol a legelőrehaladottabb a harmadik hullám, megszaporodtak azok az esetek, amikor két csonka család gyerekestül összeköltözik. Megjelentek az egy nő, két férfi, vagy egy férfi két nő kapcsolatok. Ezek a jelenségek, már az első hullám nagycsaládmodelljére emlékeztetnek, mint például a két csonka család összeköltözése, csak annak eltorzult formájában. Toffler szerint tehát a harmadik hullámban sem szűnik meg a család intézménye a nagyarányú válási statisztikák ellenére, csak megszűnik annak tradicionális formája, ahol a családot egy nő és egy férfi házassági szerződéssel megpecsételt szövetsége alkotja.
Továbbá ebben a jelenségsorozatban vannak olyan elemek is, amelyek, ha eltorzult formában is, de az első hullám nagycsaládmodelljét idézik. Az individuum felértékelődése nemcsak az egymástól különböző egyéniségek sokaságában ölt testet, hanem felőrölte az etnikai egyneműséget is. Az ipari konglomerátum által etnikailag egyneművé tett európai nemzetközösségeket most Afrikából, és Ázsiából beáramló, más bőrszínű emberek árja lepi el. Az individualitás végső kibontakozásaként pedig Toffler szerint kezd felbomlani az ipari társadalom utolsó bástyája is, vagyis a fogyasztás és a termelés elkülönülése, és a gazdálkodás formája kezd visszatérni az önellátó gazdasághoz. Ennek a jele például, hogy az egészségügyben megszűnt az orvosi tekintély mindenhatósága, és egyre inkább terjed az öngyógyítás gyakorlata. Egyes cégek késztermékek gyártása helyett egyre többször olyan gépeket és eljárásokat ajánlanak a vásárlóknak, amelyekkel saját maguk készíthetik el a kívánt fogyasztási cikket, és így tovább.

## Kritikája
Richard Koch szerint Tofflernek több pontban sem lett igaza a jövőt tekintve 1980-ban írt könyvében: tévedett, amikor a piacgazdaság hanyatlását jósolta, amikor a városok hanyatlásáról beszélt, amikor drasztikus politikai változásokat jövendölt, illetve amikor azt vélte, egy gazdasági modell fogja majd lesöpörni az összes többit.

## Magyarul
- A harmadik hullám; ford. Rohonyi András; Typotex, Bp., 2001 (Információs társadalom A-tól Z-ig)